# Шамплан
Шамплан (фр. Champlan) насеље је и општина у Француској у региону Париски регион, у департману Есон која припада префектури Палесо.
По подацима из 2011. године у општини је живело 2596 становника, а густина насељености је износила 705,43 становника/km². Општина се простире на површини од 3,68 km². Налази се на средњој надморској висини од 78 метара (максималној 125 m, а минималној 43 m).

## Демографија
| 1962. | 1968. | 1975. | 1982. | 1990. | 1999. | 2011. |
| ----- | ----- | ----- | ----- | ----- | ----- | ----- |
| 1.607 | 1.859 | 2.421 | 2.446 | 2.491 | 2.458 | 2.596 |

График промене броја становника у току последњих година